# Richard Båge
Richard Carl Philip Båge, född 30 augusti 1971, är en svensk entreprenör och investerare. Han är en av grundarna av Insplanet och Mediaplanet International AB.  Utöver nämnda bolag är han även delägare i Storytel, Vrenen Fastigheter, BuyersClub.se, fintechbolaget Kaching, Lexly, doktor.se och Meds.se. Båge deltog i SVT-produktionen som en av drakarna i TV-programmet Draknästet 2009 och 2010. Båge tilldelades "Årets entreprenör" i region Stockholm 2008 i Ernst & Young samt SEB:s entreprenörstävling, Entrepreneur of the Year, där han numera sitter i nationella juryn. Dessutom blev han vinnare av Swedbank och Sparbankernas stora Företagarpris 2008. 
När Veckans Affärer listade Sveriges 101 supertalanger 2010 fanns Båge på plats fyra.
Båge var fram till september 2014 VD för Mediaplanet International AB.